# Jim Courier
James Spencer »Jim« Courier mlajši, ameriški tenisač, * 17. avgust 1970, Sanford, Florida, ZDA.
Courier je nekdanja številka 1 lestvice ATP in zmagovalec štirih posamičnih turnirjev za Grand Slam, še trikrat pa je zaigral v finalu le-teh. Po dvakrat zapored je osvojil Odprto prvenstvo Avstralije, v letih 1991 in 1992, ko je obakrat v finalu premagal Stefana Edberga, ter Odprto prvenstvo Francije, v letih 1991, ko je v finalu premagal Andreja Agassija, in 1992, ko je v finalu premagal Petra Kordo. Na preostalih dveh turnirjih za Grand Slam se je po enkrat uvrstil v finale, kjer ga je leta 1991 na Odprtem prvenstvu ZDA premagal Stefan Edberg, leta 1993 na Odprtem prvenstvu Anglije pa Pete Sampras. Istega leta se je še tretjič zapored uvrstil v finale Odprtega prvenstva Francije, kjer ga je premagal Sergi Bruguera. Courier je z dvaindvajsetimi leti najmlajši tenisač, ki se mu je uspelo uvrstiti v finala vseh štirih turnirjev za Grand Slam.

## Finali Grand Slamov (7)

### Zmage (4)
| Leto | Turnir                          | Nasprotnik v finalu | Rezultat finala         |
| 1991 | Odprto prvenstvo Francije       | Andre Agassi        | 3–6, 6–4, 2–6, 6–1, 6–4 |
| 1992 | Odprto prvenstvo Avstralije     | Stefan Edberg       | 6–3, 3–6, 6–4, 6–2      |
| 1992 | Odprto prvenstvo Francije (2)   | Petr Korda          | 7–5, 6–2, 6–1           |
| 1993 | Odprto prvenstvo Avstralije (2) | Stefan Edberg       | 6–2, 6–1, 2–6, 7–5      |

### Porazi (3)
| Leto | Turnir                    | Nasprotnik v finalu | Rezultat finala          |
| 1991 | Odprto prvenstvo ZDA      | Stefan Edberg       | 6–2, 6–4, 6–0            |
| 1993 | Odprto prvenstvo Francije | Sergi Bruguera      | 6–4, 2–6, 6–2, 3–6, 6–3  |
| 1993 | Odprto prvenstvo Anglije  | Pete Sampras        | 7–6(3), 7–6(6), 3–6, 6–3 |